# Acridocarpus congestus
Acridocarpus congestus là một loài thực vật có hoa trong họ Malpighiaceae. Loài này được Launert mô tả khoa học đầu tiên năm 1965.